# ジューン・フォーレイ賞
ジューン・フォーレイ賞（June Foray Award）は、アニメーションの芸術と産業において重要で篤志的な影響を与えた個人に対して授与される功労賞。1995年から毎年開かれるアニー賞において国際アニメーションフィルム協会ハリウッド支部が授与する。声優のジューン・フォーレイに因んで名付けられている。

## 受賞者
| 授賞式 | 年     | 受賞者                   |
| ------ | ------ | ------------------------ |
| 第24回 | 1995年 | ジューン・フォーレイ     |
| 第25回 | 1996年 | ビル・リトルジョン       |
| 第26回 | 1997年 | フィリス ・クレイグ      |
| 第27回 | 1998年 | アントラン・マヌージアン |
| 第28回 | 1999年 | デイブ・マスター         |
| 第29回 | 2001年 | リンダ・シメンスキー     |
| 第30回 | 2002年 | レオナルド・モルティン   |
| 第31回 | 2003年 | ジラード・R・ミラー      |
| 第32回 | 2004年 | マーサ・シゴール         |
| 第33回 | 2005年 | ビル・モリッツ           |
| 第34回 | 2006年 | マーク・カウズラ         |
| 第35回 | 2007年 | ステファン・ワース       |
| 第36回 | 2008年 | ジェリー・ベック         |
| 第37回 | 2009年 | ビル・ターナー           |
| 第38回 | 2010年 | トム・シトー             |
| 第39回 | 2011年 | ロス・イワモト           |
| 第40回 | 2012年 | アート・レオナルディ     |
| 第41回 | 2013年 | ハワード・グリーン       |
| 第42回 | 2014年 | アリス・デイビス         |
| 第43回 | 2015年 | チャールズ・ソロモン     |
| 第44回 | 2016年 | ドン・ハーン             |
| 第45回 | 2017年 | ビル&シュー・クロイヤー  |
| 第46回 | 2018年 | ディディエ・ゲズ         |
| 第47回 | 2019年 | アダム・バーク           |
| 第48回 | 2020年 | 堤大介                   |
| 第49回 | 2021年 | 木下小夜子 木下蓮三      |